# Feliks Cichocki

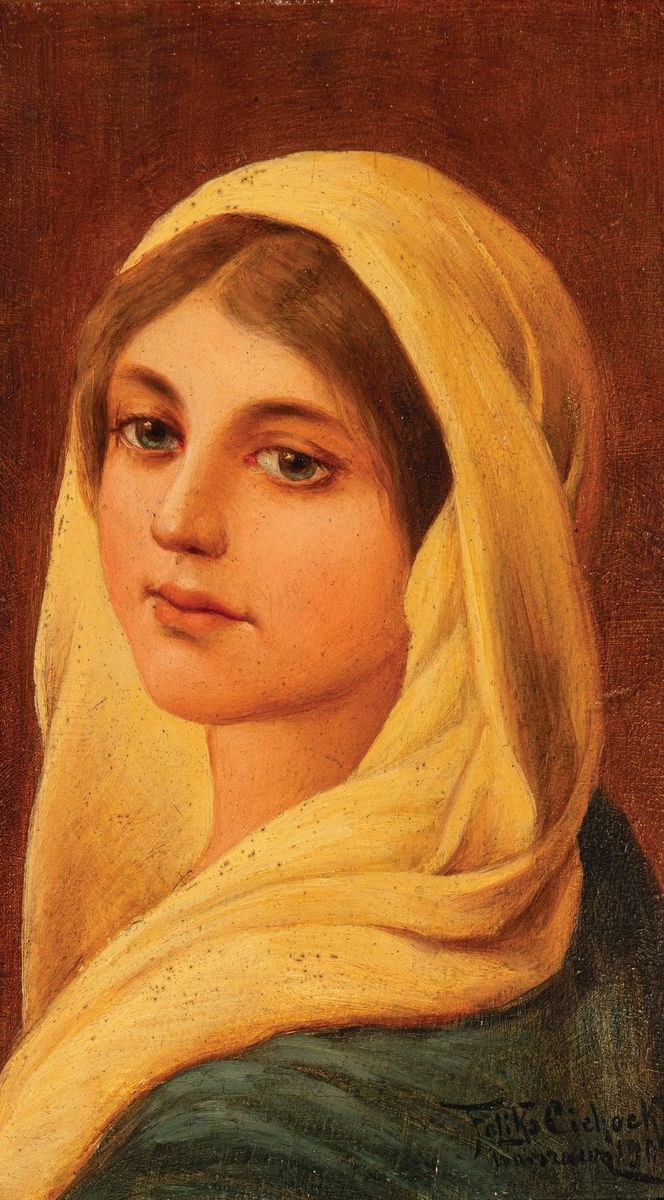
Mädchen im gelben Kopftuch

Feliks Cichocki-Nałęcz (* 18. Mai 1861 in Warschau; † 20. Juli 1921 ebenda) war ein polnischer Porträt- und Genremaler.
Feliks Cichocki entstammte einer verarmten adligen Familie des Nałęcz-Adelswappens. Die Familienmitglieder waren Amateurmaler, deren Heiligenbilder die Kirchen in der Umgebung von Opatów schmückten.
Feliks Cichocki begann seinen Unterricht 1880 in der Zeichenklasse von Aleksander Kamiński bei Wojciech Gerson. 1884 ging er nach Krakau und begann ein Studium an der Akademie der Bildenden Künste Krakau im Atelier von Leopold Löffler.
Cichocki setzte das Studium ab dem 20. Dezember 1885 an der Königlichen Akademie der Künste München bei Johann Caspar Herterich und Otto Seitz fort.
In den Jahren 1888–1889 studierte er an der Académie Julian in Paris unter der Leitung von William Adolphe Bouguereau und Tony Robert-Fleury. 1891 ließ er sich in Warschau nieder, wo er ab 1898 als Lehrer an Mittelschulen tätig war.
Cichocki schuf Genreszenen und Porträts; in den 1890er Jahren porträtierte er die Bewohner der Dörfer Podoliens. Seine glatt vollendeten Gemälde zu religiösen Themen im Stil des akademischen Klassizismus, darunter Wandmalereien in Kirchen in der Nähe von Pułtusk, ähneln dem Werk von Bouguereau. Er illustrierte auch die Wochenschrift Tygodnik Illustrowany.